# Gatare (vattendrag i Burundi, Karuzi)
Gatare är ett vattendrag i Burundi.   Det ligger i provinsen Karuzi, i den centrala delen av landet, 100 kilometer öster om huvudstaden Bujumbura.
Omgivningarna runt Gatare är en mosaik av jordbruksmark och naturlig växtlighet. Runt Gatare är det ganska tätbefolkat, med 192 invånare per kvadratkilometer.